# Giles Farnaby
Giles Farnaby (auch Gilles Farnaby; * um 1563; † 25. November 1640 in London) war ein englischer Komponist und einer der bedeutenden Virginalisten seiner Zeit.

## Leben
Man weiß nur wenig über Giles Farnabys Leben, auch sein genaues Geburtsdatum ist nicht bekannt. Allgemein wird angenommen, dass er um 1560 oder 1563 in Truro, Cornwall oder in London geboren wurde. Sein Vater Thomas war „Bürger von London und Tischler“ von Beruf. Giles hatte außerdem einen Cousin Nicholas Farnaby (c. 1560–1630), der ebenfalls mit Holz arbeitete, denn er war „virginal maker“ und baute alle Arten von Kielinstrumenten: Cembali, Virginale und vielleicht auch Clavichorde. Auch Giles soll eine Ausbildung als Tischler gehabt haben, möglicherweise baute er selber Virginale.
Am 28. Mai 1587 heiratete er Katherine Roane. Sie lebten anfangs in der Gemeinde von St. Helen’s Bishopsgate, in London, später im benachbarten St. Peter’s, Westcheap. Am 8. August 1591 wurde ihre erste Tochter Philadelphia getauft, die aber früh starb. Sie hatten noch vier weitere Kinder: Richard (1594), einen Sohn Joy (1599), eine Tochter Philadelphia (1602) und Edward (1604).
Giles Farnaby studierte Musik in Oxford und machte seinen Abschluss als Bachelor am 7. Juli 1592 in Christ Church, Oxford – am selben Tag, an dem der etwa gleichaltrige John Bull seinen Doktortitel erwarb.
1602 zogen die Farnabys nach Aisthorpe, Lincolnshire, wo Giles eine Stellung als Musiklehrer im Haushalt des Sir Nicholas Saunderson of Fillingham annahm; er arbeitete außerdem als Küster. 1614 waren sie wieder in London. Giles Farnaby starb 1640 und wurde am 25. November begraben.
Sein Sohn Richard Farnaby (1594–1623) wurde ebenfalls Komponist und Virginalist, aber er starb mit unter 30 Jahren lange vor seinem Vater.

## Werk
Im Vorwort zu seinen Canzonets for foure voices (1598, „Vierstimmige Canzonetten“) bezeichnete Farnaby sich selbst als „ein törichter Spatz, der sich herausnimmt, in Gegenwart der melodischen Nachtigall zu zirpen“.
In dieser humorvollen und bescheidenen Selbsteinschätzung steckt einiges an Wahrheit, obwohl sie andererseits ein Understatement ist. Farnaby zählt neben Byrd und Bull zu den bedeutendsten englischen Virginalisten, allein die Zahl von 52 Stücken, die von ihm im Fitzwilliam Virginal Book überliefert sind, spricht für sich. Dies ist allerdings auch schon fast sein Gesamtwerk, bestehend aus Variationen, acht Fantasien, sieben Pavanen, zwei Galliarden, Masques, Toys, einem Ground und diversen anderen Miniaturen, Tänzen und Einzelstücken.
Besonders bezeichnend für Farnaby sind seine Variationen über bekannte zeitgenössische Lieder, von denen manche interessanterweise auch in Jacob van Eycks Fluyten Lust-hof (1644–1656) enthalten sind (Daphne, Tell me Daphne, Mal Sims u. a.). Es handelte sich also um Melodien, die sozusagen „die Spatzen von den Dächern pfiffen“, von denen aber nur ein einziges auch von Byrd behandelt wurde (Bony sweet Robin). Viele dieser bekannten Vorlagen sind schon an sich von großer lyrischer Schönheit und Einprägsamkeit, oft rührend, manchmal auch witzig. Farnabys Variationen sind eigentlich alle gelungen. Besonders schön und anspruchsvoll sind z. B. Daphne, Woody-Cock, Why aske you. Das Kopfmotiv von Up Tails All verwendete Thomas Tomkins als Ostinato-Thema seines Ground in G.
Sehr bekannt und hübsch sind auch Miniaturen wie Giles Farnaby’s Dreame, His Rest, His Humour („Farnabys Traum, Seine Erholung, Seine Stimmungen“) u. a.
Stilistisch war Farnaby vielleicht der originellste Virginalist. Da er anscheinend kein Organist war, fühlte er sich anscheinend noch weniger an traditionelle Kontrapunktregeln gebunden als sein Kollege und Altersgenosse John Bull. So entwickelte Farnaby einen sehr individuellen Stil, der oft durch Akkordbrechungen und große Sprünge geprägt ist, virtuos und zumindest auf dem Papier manchmal bizarr. Solche Figuren gab es zwar auch in der traditionellen Tudor-Orgelmusik, und sie wurden auch von Bull auf hinreißende und virtuose Weise eingesetzt. Doch bei Farnaby scheint sich der traditionelle Kontrapunkt geradezu aufzulösen, und es entsteht manchmal etwas, was man als eine Art durchbrochenen Satz bezeichnen könnte, eine frühe und ganz eigenwillige Vorahnung des späteren style luthé oder brisé. Beispiele für das Gesagte sind z. B. seine Version der Pavana Lachrimae oder verschiedene Masques (z. B. Fitzwilliam Virginal Book, Nr. CXCIX, S. 265, oder CCIX, S. 273). Manche seiner Stücke sind mit extrem vielen Verzierungszeichen überliefert (z. B. Pawles Wharfe, Quodlings Delight), und es könnte sein, dass auch andere seiner Stücke manchmal mit mehr Verzierungen gespielt wurden.
Neben seiner Tastenmusik schrieb Farnaby auch Vokalmusik, vor allem Madrigale und die oben erwähnten Canzonetten (1598), aber auch einige geistliche Werke.
Die vier Stücke, die von Farnabys Sohn Richard im Fitzwilliam Virginal Book überliefert sind, entsprechen stilistisch voll und ganz der Art seines Vaters, die meisten sind Liedvariationen.